# Шадрінська Гора
Ша́дрінська Гора (рос. Шадринская Гора) — присілок у складі Підосиновського району Кіровської області, Росія. Входить до складу Підосиновського міського поселення.
Населення становить 6 осіб (2010, 12 у 2002).
Національний склад станом на 2002 рік — росіяни 92 %.